# 張蕙 (成化進士)
張蕙（1437年—？），字廷芳，山西太原府忻州人，明朝政治人物。進士出身。

## 生平
山西鄉試第三名。成化二年（1466年）丙戌科會試第一百九十八名，殿試登進士第三甲第七十八名。

## 家族
曾祖張榮。祖父張瑛，曾任縣丞。父亲張軾，曾任知州。